# Предоре
Предоре (італ. Predore) — муніципалітет в Італії, у регіоні Ломбардія,  провінція Бергамо.
Предоре розташоване на відстані близько 470 км на північний захід від Рима, 70 км на схід від Мілана, 27 км на схід від Бергамо.
Населення — 1831 особа (2014).
Покровитель — святий Іван Хреститель il (24 червня), Madonna della Neve il (5 серпня).

## Демографія
Населення за роками:

Станом на 1 січня 2023 року в муніципалітеті офіційно проживали 103 іноземці з 30 країн, серед них 26 громадян країн Євросоюзу та 9 громадян України.

## Сусідні муніципалітети
- Ізео
- Сарніко
- Тавернола-Бергамаска
- В'яданіка
- Віголо